# روبينيو
روبسون دي سوزا (بالبرتغالية: Robson de Souza)، (مواليد 25 يناير 1984) المعروف بـروبينيو (بالبرتغالية: Robinho). هو لاعب كرة قدم برازيلي سابق كان يلعب في مركز الجناح والهجوم مع نادي سانتوس البرازيلي والمنتخب البرازيلي.
كانت تشبه بدايته ببداية الأسطورة البرازيلية بيليه، لذا حمل معه منذ سن المراهقة عبء مقارنته بـ بيليه وأطلق عليه لقب «بيليه الجديد» للعبه بنفس المراكز التي كانت يلعب بها الأسطورة البرازيلية ولتمتعه بالعبقرية والموهبة ذاتها.

## مسيرته الكروية

### سانتوس
ولد روبينيو في ساو فيسنتي، ساو باولو. وقع عقده الأول مع نادي سانتوس في عام 2002 عندما كان يبلغ من العمر 18 عام. شارك في 24 مباراة في موسمه الأول وسجل هدفًا واحدًا كما فاز سانتوس بالدوري البرازيلي في عام 2002. وصل إلى نهائي كأس ليبرتادوريس 2003 مع سانتوس، لكنه خسر في النهائي أمام بوكا جونيورز. وفي عام 2004، أنهى روبينيو موسمه بتسجيله 21 هدف في 37 مباراة، وقاد سانتوس للفوز بـ بالدوري البرازيلي للمرة الثانية.
وقد جلب مستواه المميز اهتمام العديد من الأندية الأوروبية في صيف عام 2004، لكن روبينيو ظل مع سانتوس بعد رفض النادي البرازيلي جميع العروض.
وسجل روبينيو تسعة أهداف في 12 مباراة بالدوري، واستمرت قيمته في الزيادة حيث أصبحت موهبته أكثر وضوحا للأندية الأوروبية المهتمة به. بدأ سانتوس يدرك أنه من الصعب عليهم الأحتفاظ بنجمهم.

### ريال مدريد
في يوليو 2005، وقع العملاق الإسباني ريال مدريد مع روبينيو من خلال موافقتهم على دفع رسوم تعادل 60 ٪ من الشرط الجزائي في العقد الذي ينتمي إليه سانتوس وهو (24 مليون€). وتم إعطاء روبينيو القميص رقم 10 مع ريال مدريد، والذي كان يرتديه في السابق لويس فيغو. وأنهى روبينيو موسمه الأول بمشاركته في 37 مباراة سجل خلالها 14 هدف. في بداية موسم 2006–07، قضى روبينيو معظم الأشهر القليلة الأولى من الموسم كبديل من قبل المدرب فابيو كابيلو، حتى بعد أن كان رجل المباراة في أول كلاسيكو أمام برشلونة في ذلك العام. بعد العطلة الشتوية وجد روبينيو يجد نفسه في التشكيلة الأساسية، في وقت لاحق لعب دورا حاسما في فوز ريال مدريد بلقب الدوري الإسباني الـ30. هذا اللقب كان ثالث بطولة دوري في مسيرته.
تمت إقالة كابيلو فيما بعد، وتم تعيين بيرند شوستر كمدرب لريال مدريد. أنهى روبينيو موسم 2007–08 الموسم بتسجيله 11 هدف في الدوري وثماني تمريرات حاسمة، بالإضافة إلى أربعة أهداف في دوري أبطال أوروبا. وأصيب روبينيو في بداية النصف الثاني من الموسم. لم يتعافى بشكل كامل لمساعدة ريال مدريد ضد روما في دوري الأبطال. في الأسبوع السابق، تمكن روبينيو من إبقاء آمال ريال مدريد في تحقيق الدوري الأسباني بتسجيله هدفين في 1 مارس 2008 حيث هزم ريال مدريد ريكرياتيفو خارج أرضه. وأبقت هذه المباراة ريال مدريد في الصدارة حتى تمكنوا في أخر الموسم من تحقيق الدوري الـ31 لريال مدريد والرابع في مسيرة روبينيو.
وكان روبينيو ثالث أفضل هداف لريال مدريد خلال سنواته في مدريد خلف المهاجمين راؤول ورود فان نيستلروي. كان أيضاً أفضل ثاني أفضل مرر تمريرات حاسمه خلف غوتي، وكان اللاعب الوحيد في مدريد، إلى جانب حارس المرمى إيكر كاسياس، من ضمن المرشحين العشرة الأوائل لجائزة الكرة الذهبية وأفضل لاعب في العالم لموسم 2007–08.
كان رئيس ريال مدريد رامون كالديرون قد وعد بالتفاوض على عقد جديد مع روبينيو في منتصف موسم 2007–08، ولم يتحقق ذلك. لكن كالديرون أصر على أن المحادثات ستجري في الصيف. وفي وقت لاحق قال روبينيو عن أن المحادثات لم تبدأ أبدا لأن ريال مدريد كان يأمل في استخدامه كجزء من صفقة لجلب كريستيانو رونالدو إلى ريال مدريد في صيف 2008. بعد هذه الخطوة الفاشلة للتعاقد مع رونالدو، حاول ريال مدريد التفاوض على عقد جديد مع روبينيو، والذي رفض وأبدى رغبته للانتقال إلى تشيلسي.

### مانشستر سيتي
في 1 سبتمبر 2008، وفي اليوم الأخير من فترة الانتقالات الصيفية في الدوري الإنجليزي الممتاز، انتقل روبينيو مقابل 41–42 مليون€ (32.5 مليون£) إلى مانشستر سيتي في صفقة مدتها أربع سنوات. حدث هذا في نفس اليوم شراء النادي من قبل مجموعة أبوظبي المتحدة للتنمية والاستثمار.
كان روبينيو قد سبق وأرتبط إسمه مع تشيلسي، وكان قد أكد رغبته في اللعب للنادي لندن حتى عشية انتقاله. في 27 أغسطس، قال الرئيس التنفيذي لنادي تشيلسي بيتر كينيون إن النادي «على ثقة» في أن الصفقة ستستمر، كما أن ريال مدريد قد أعطوا موافقتها على مغادرة اللاعب. كان من المتوقع انتقال روبينيو إلى تشيلسي لدرجة أنه في المؤتمر الصحفي للتوقيع لمانشستر سيتي صرح عن طريق الخطأ وقال: «في اليوم الأخير، قدم تشيلسي عرض عظيم وأنا قبلت» ليجيب أحد الصحفيين قائلاً «هل تعني مانشستر، أليس كذلك؟» أجاب روبينيو: «"نعم، مانشستر، آسف!"»

#### العودة إلى سانتوس (إعارة)
في 28 يناير 2010، عاد روبينيو إلى ناديه المحلي سانتوس بسبب هبوطه في ترتيب المهاجمين في مانشستر سيتي، حيث انضم إليهم على سبيل الإعارة لمدة ستة أشهر. وقد صرح علنا عندما كان في مانشستر سيتي انه يريد أن يلعب كل المباريات، بسبب بطولة كأس العالم المقبلة، وهكذا عاد إلى البرازيل مع سانتوس بعد أن تراجع عن الانتقال إلى ساو باولو.
عاد روبينيو إلى التدريب مع مانشستر سيتي في أغسطس 2010، لكنه ذكر أنه كان يسعى إلى الانتقال من النادي قبل نهاية فترة الانتقالات الصيفية في 31 أغسطس. افتتحت النوادي التركية فنربخشة وبشكتاش مفاوضات مع سيتي بشأن انتقاله، لكن روبينيو رفض الانتقال إلى تركيا، معلنا أنه يفضل الانتقال إلى نادي في إسبانيا أو إيطاليا.

### ميلان
في 31 أغسطس 2010، انتقل روبينيو من مانشستر سيتي إلى ميلان مقابل 15 مليون£ (18 مليون€)، في صفقة مدتها أربع سنوات.

#### العودة الثانية إلى سانتوس (إعارة)
في 6 أغسطس 2014، وصل روبينيو إلى مطار غواروليوس الدولي، وعاد بعد ذلك إلى سانتوس في صفقة إعارة مدتها عام واحد. على الرغم من خروجه من خطط المدرب الجديد فيليبو إنزاغي، إلا أن النادي الإيطالي سيظل يدفع رواتب روبينيو – في حين يدفع بايكس 600 ألف ريال برازيلي شهريا، سيدفع ميلان 400 ألف ريال برازيلي أخرى.
في 30 يونيو 2015، بعد إلغاء عقده مع ميلان في مايو، غادر بيكس بعد انتهاء مدة عقده.

### غوانغجو إفرغراند
في 16 يوليو 2015، وقع روبينيو عقدا لمدة ستة أشهر مع نادي غوانغجو إفرغراند تاوباو الذي يلعب في الدوري الصيني الممتاز والذي يديره مواطنه المدرب لويس فيليبي سكولاري وسيزامل زيميله في المنتخب البرازيلي باولينيو. وفاز في الدوري الصيني الممتاز في موسم 2015.
في 1 فبراير 2016، أصبح روبينيو لاعب حر بعد انتهاء عقده مع غوانغجو.

### أتلتيكو مينييرو
في 11 فبراير 2016، وقع روبينيو عقدًا لمدة عامين مع أتلتيكو مينييرو.
كان روبينيو أفضل هداف في البطولات البرازيلية في عام 2016، حيث سجل 25 هدفا. وتم اختيار من ضمن فريق الموسم للدوري البرازيلي.
وسجل روبينيو هدفًا في نهائي بطولة باوليستا 2017 على كروزيرو، ليحقق باللقب لأتلتيكو مينييرو.
غادر النادي عند انتهاء عقده في ديسمبر 2017، بعد أن سجل 38 هدفاً في 109 مباريات.

### سيفاسبور
في 23 يناير 2018، وقع روبينيو على عقد مع نادي الدوري التركي سيفاسبور.

## مسيرته الدولية
حصل روبينيو على أول مباراة له مع البرازيل في كأس الكونكاكاف الذهبية 2003 في 13 يوليو، والتي خسرت فيها البرازيل 1-0 أمام المكسيك. على الرغم من أن البرازيل اختارت إرسال منتخب البرازيل تحت 23 سنة، فإن مباريات الكأس الكونكاكاف الذهبية تعتبر مباريات دولية رسمية من قبل الفيفا. كان جزءًا من تشكيلة البرازيل في كأس القارات 2005، والتي فازت بها البرازيل.

### كأس العالم 2006
تم اختيار روبينيو في تشكيلة البرازيل لنهائيات كأس العالم 2006 في ألمانيا. خلال البطولة، كان يلعب روبينيو كبديل في أغلب المباريات، حيث بدأ المهاجمون رونالدو ورونالدينيو وأدريانو وكاكا في الهجوم. ومع ذلك، تم اختيار روبينيو في التشكيلة الأساسية للمباراة الثالثة في المجموعات ضد اليابان والتي أنتهت بالفوز 4-1. ولعب كبديل للمباراة الثالثة في البطولة في مباراة هزيمة البرازيل في الدور ربع النهائي أمام فرنسا.

### كوبا أمريكا 2007
بعد غيابه عن المشاركة كأساسي في كأس العالم، شارك روبينيو بشكل منتظم في بطولة كوبا أمريكا 2007. وأرتدى القميص رقم 11 في البطولة، وهو نفس الرقم الذي كان يرتديه بطل طفولته روماريو. وفازت البرازيل بالبطولة، بعد الفوز على الأرجنتين 3-0 في المباراة النهائية. حصد روبينيو جميع الألقاب الفردية، حيث أنهى البطولة كأفضل هداف وحصل على جائزة الحذاء الذهبي بالإضافة إلى أنه حصل على لقب أفضل لاعب في البطولة.
في عام 2009، كان من ضمن فريق البرازيل الذي فاز بكأس القارات 2009 في جنوب أفريقيا. لعب في كل مباريات البطولة، حيث فازت البرازيل على الولايات المتحدة 3-2 في المباراة النهائية لتحقق البطولة.

### كأس العالم 2010
تم ضم روبينيو في تشكيلة المنتخب البرازيلي التي ستشارك في كأس العالم 2010، حيث لعب إلى جانب لويس فابيانو في الهجوم. سجل في مباراة الدور الثاني ضد تشيلي حيث فازت البرازيل 3-0 لتتقدم إلى الدور ربع النهائي. ثم سجل الهدف الافتتاحي في مباراة ربع النهائي ضد هولندا، لكن البرازيل خسرت في النهاية 2-1 وخرجت.
بسبب أداء ضعيف في عام 2011، تم استبعاده من كوبا أمريكا 2011 واستبداله بجادسون في تشكيلة البرازيل.
في 31 أكتوبر 2013، بعد غياب دام عامين، تم استدعاء روبينيو إلى منتخب السيليساو من قبل المدرب لويس فيليبي سكولاري. شارك في مباراتين ضد هندوراس وتشيلي في 16 و 19 نوفمبر على التوالي. خلال المباراة ضد تشيلي، سجل أول هدف دولي له منذ عام 2011. ومع ذلك، لم يتم استدعاءة في تشكيلة سكولاري لكأس العالم 2014.
بعد كأس العالم، استدعى المدرب دونغا روبينيو إلى المنتخب البرازيلي. في 6 سبتمبر 2014، لعب روبينيو 13 دقيقة كبديل في مباراة فوز البرازيل 1-0 على كولومبيا في ميامي. في مايو 2015، أدرج روبينيو في تشكيلة المنتخب البرازيلي المكونة من 23 لاعباً لكوبا أمريكا 2015 التي أقيمت في تشيلي. لعب في المباراة الأخيرة ضد فنزويلا بعد إيقاف نيمار طوال البطولة. فاز بمبارة الدولية رقم 100 في 27 يناير 2017 خلال مباراة ضد كولومبيا في ملعب جواو هافيلانج الأولمبي في ريو دي جانيرو.

## حياته الشخصية
في نوفمبر 2004، تم اختطاف والدة روبينيو تحت تهديد السلاح. وقد أطلقوا سراحها دون يمسها ضرر بعد شهر من الحادثة.
في عام 2009، تزوج روبينيو من فيفيان جوجليلمينيتي. وللزوجين ولدين وهما روبسون جونيور الذي ولد في 17 ديسمبر 2007 في سانتوس ووجيانلوكا الذي ولد في 20 أبريل 2011 في ساو باولو.
قضت محكمة إيطالية بتاريخ 23 نوفمبر 2017 بالحكم على روبينيو بتسع سنوات سجنا وذلك بسبب تهمة في قضية اغتصاب يُقال أنه تورط فيها سنة 2013 لكن الحكم النهائي لم يصدر بعد، وتُؤكد المحكمة على أن اللاعب البرازيلي أقدم هو ومجموعة من أصدقائه على اغتصاب فتاة تبلغ من العمر 22 سنة عندما كان لاعبا لنادي ميلان الإيطالي. وبموجب القانون الإيطالي، لن يتم فرض الحكم عليه إلا بعد الانتهاء من عملية الاستئناف. في وقت صدور الحكم، كان روبينيو في البرازيل، وبمقتضى القانون البرازيلي، لا يمكن تسليم مواطن برازيلي إلى بلد أجنبي. في 10 ديسمبر 2020، أيدت المحكمة الإيطالية حكم السجن لمدة تسع سنوات على روبينيو بعد الاستئناف. وفي مارس 2024 توعد الرئيس البرازيلي لولا دا سيلفا بأن يقضى روبينيو عقوبة السجن 9 سنوات، مؤكدا أن اللاعب سيحاكم في البرازيل وسيدفع ثمن عدم مسؤوليته لأن الاغتصاب جريمة لا تغتفر".وفي 21 مارس 2024، قضت محكمة برازيلية أنه يتعيّن على اللاعب أن يقضي عقوبة السجن 9 سنوات في بلده والصادرة بحقه من قبل محكمة إيطالية.
يتواجد روبينيو في سجن تريمبي داخل ساو باولو، حيث يقضي عقوبة تسع سنوات بتهمة الاغتصاب الجماعي في إيطاليا عام 2013. تم رفض استئنافه الأخير في العقوبة

## الإحصائيات

### النادي
آخر تحديث 13 أبريل 2018.
| النادي             | الموسم             | الدوري             | الدوري | الدوري  | الكأس  | الكأس   | كأس الدوري | كأس الدوري | قاري   | قاري    | أخرى   | أخرى    | المجموع | المجموع |
| النادي             | الموسم             | الدرجة             | الظهور | الأهداف | الظهور | الأهداف | الظهور     | الأهداف    | الظهور | الأهداف | الظهور | الأهداف | الظهور  | الأهداف |
| ------------------ | ------------------ | ------------------ | ------ | ------- | ------ | ------- | ---------- | ---------- | ------ | ------- | ------ | ------- | ------- | ------- |
| سانتوس             | 2002               | الدوري البرازيلي   | 30     | 10      | —      | —       | —          | —          | —      | —       | 3      | 0       | 33      | 10      |
| سانتوس             | 2003               | الدوري البرازيلي   | 32     | 9       | —      | —       | —          | —          | 20     | 6       | 6      | 0       | 58      | 15      |
| سانتوس             | 2004               | الدوري البرازيلي   | 35     | 21      | —      | —       | —          | —          | 10     | 4       | 10     | 7       | 55      | 32      |
| سانتوس             | 2005               | الدوري البرازيلي   | 11     | 7       | —      | —       | —          | —          | 9      | 6       | 14     | 11      | 34      | 24      |
| سانتوس             | المجموع            | المجموع            | 108    | 47      | —      | —       | —          | —          | 39     | 16      | 33     | 18      | 180     | 81      |
| ريال مدريد         | 2005–06            | الدوري الإسباني    | 37     | 8       | 6      | 4       | —          | —          | 8      | 0       | —      | —       | 51      | 12      |
| ريال مدريد         | 2006–07            | الدوري الإسباني    | 32     | 6       | 2      | 1       | —          | —          | 7      | 1       | —      | —       | 41      | 8       |
| ريال مدريد         | 2007–08            | الدوري الإسباني    | 32     | 11      | 2      | 0       | —          | —          | 6      | 4       | 2      | 0       | 42      | 15      |
| ريال مدريد         | 2008–09            | الدوري الإسباني    | 0      | 0       | 0      | 0       | —          | —          | 0      | 0       | 1      | 0       | 1       | 0       |
| ريال مدريد         | المجموع            | المجموع            | 101    | 25      | 10     | 5       | —          | —          | 21     | 5       | 3      | 0       | 135     | 35      |
| مانشستر سيتي       | 2008–09            | الدوري الإنجليزي   | 31     | 14      | 0      | 0       | 0          | 0          | 10     | 1       | 0      | 0       | 41      | 15      |
| مانشستر سيتي       | 2009–10            | الدوري الإنجليزي   | 10     | 0       | 1      | 1       | 1          | 0          | —      | —       | —      | —       | 12      | 1       |
| مانشستر سيتي       | المجموع            | المجموع            | 41     | 14      | 1      | 1       | 1          | 0          | 10     | 1       | 0      | 0       | 53      | 16      |
| سانتوس (إعارة)     | 2010               | الدوري البرازيلي   | 2      | 0       | 8      | 6       | —          | —          | 0      | 0       | 12     | 5       | 22      | 11      |
| سانتوس (إعارة)     | المجموع            | المجموع            | 2      | 0       | 8      | 6       | —          | —          | 0      | 0       | 12     | 5       | 22      | 11      |
| ميلان              | 2010–11            | الدوري الإيطالي    | 34     | 14      | 4      | 1       | —          | —          | 7      | 0       | —      | —       | 45      | 15      |
| ميلان              | 2011–12            | الدوري الإيطالي    | 28     | 6       | 3      | 1       | —          | —          | 8      | 3       | 1      | 0       | 40      | 10      |
| ميلان              | 2012–13            | الدوري الإيطالي    | 23     | 2       | 1      | 0       | —          | —          | 3      | 0       | —      | —       | 27      | 2       |
| ميلان              | 2013–14            | الدوري الإيطالي    | 23     | 3       | 2      | 1       | —          | —          | 7      | 1       | —      | —       | 32      | 5       |
| ميلان              | المجموع            | المجموع            | 108    | 25      | 10     | 3       | —          | —          | 25     | 4       | 1      | 0       | 144     | 32      |
| سانتوس (إعارة)     | 2014               | الدوري البرازيلي   | 16     | 4       | 5      | 5       | —          | —          | 0      | 0       | 0      | 0       | 21      | 9       |
| سانتوس (إعارة)     | 2015               | الدوري البرازيلي   | 4      | 2       | 3      | 1       | —          | —          | 0      | 0       | 13     | 5       | 20      | 8       |
| سانتوس (إعارة)     | المجموع            | المجموع            | 20     | 6       | 8      | 6       | —          | —          | 0      | 0       | 13     | 5       | 41      | 17      |
| غوانغجو إفرغراند   | 2015               | الدوري الصيني      | 10     | 3       | 0      | 0       | —          | —          | —      | —       | 1      | 0       | 11      | 3       |
| غوانغجو إفرغراند   | المجموع            | المجموع            | 10     | 3       | 0      | 0       | —          | —          | —      | —       | 1      | 0       | 11      | 3       |
| أتلتيكو مينييرو    | 2016               | الدوري البرازيلي   | 30     | 12      | 8      | 3       | —          | —          | 7      | 1       | 10     | 9       | 55      | 25      |
| أتلتيكو مينييرو    | 2017               | الدوري البرازيلي   | 30     | 7       | 4      | 1       | —          | —          | 7      | 2       | 13     | 3       | 54      | 13      |
| أتلتيكو مينييرو    | المجموع            | المجموع            | 60     | 19      | 12     | 4       | —          | —          | 14     | 3       | 23     | 12      | 109     | 38      |
| سيفاسبور           | 2017–18            | الدوري التركي      | 9      | 3       | 0      | 0       | —          | —          | —      | —       | —      | —       | 9       | 3       |
| سيفاسبور           | المجموع            | المجموع            | 9      | 3       | 0      | 0       | —          | —          | —      | —       | —      | —       | 9       | 3       |
| الإجمالي مع سانتوس | الإجمالي مع سانتوس | الإجمالي مع سانتوس | 130    | 53      | 17     | 12      | 0          | 0          | 39     | 16      | 58     | 28      | 244     | 109     |
| الإجمالي في مسيرته | الإجمالي في مسيرته | الإجمالي في مسيرته | 459    | 142     | 49     | 25      | 1          | 0          | 109    | 29      | 86     | 40      | 704     | 236     |

1. ↑  جميع المباريات في بطولة ريو - ساو باولو
2. 1 2  جميع المباريات في كأس ليبرتادوريس وكوبا سود أمريكانا
3. 1 2 3 4  جميع المباريات في بطولة باوليستا
4. ↑  جميع المباريات في كأس ليبرتادوريس
5. 1 2 3 4 5 6 7  جميع المباريات في دوري أبطال أوروبا
6. 1 2  جميع المباريات في كأس السوبر الإسباني
7. ↑  جميع المباريات في دوري أبطال أوروبا
8. ↑  جميع المباريات في كأس السوبر الإيطالي
9. ↑  جميع المباريات في كأس العالم للأندية
10. 1 2  جميع المباريات في بطولة مينيرو والدوري الأول

### المنتخب

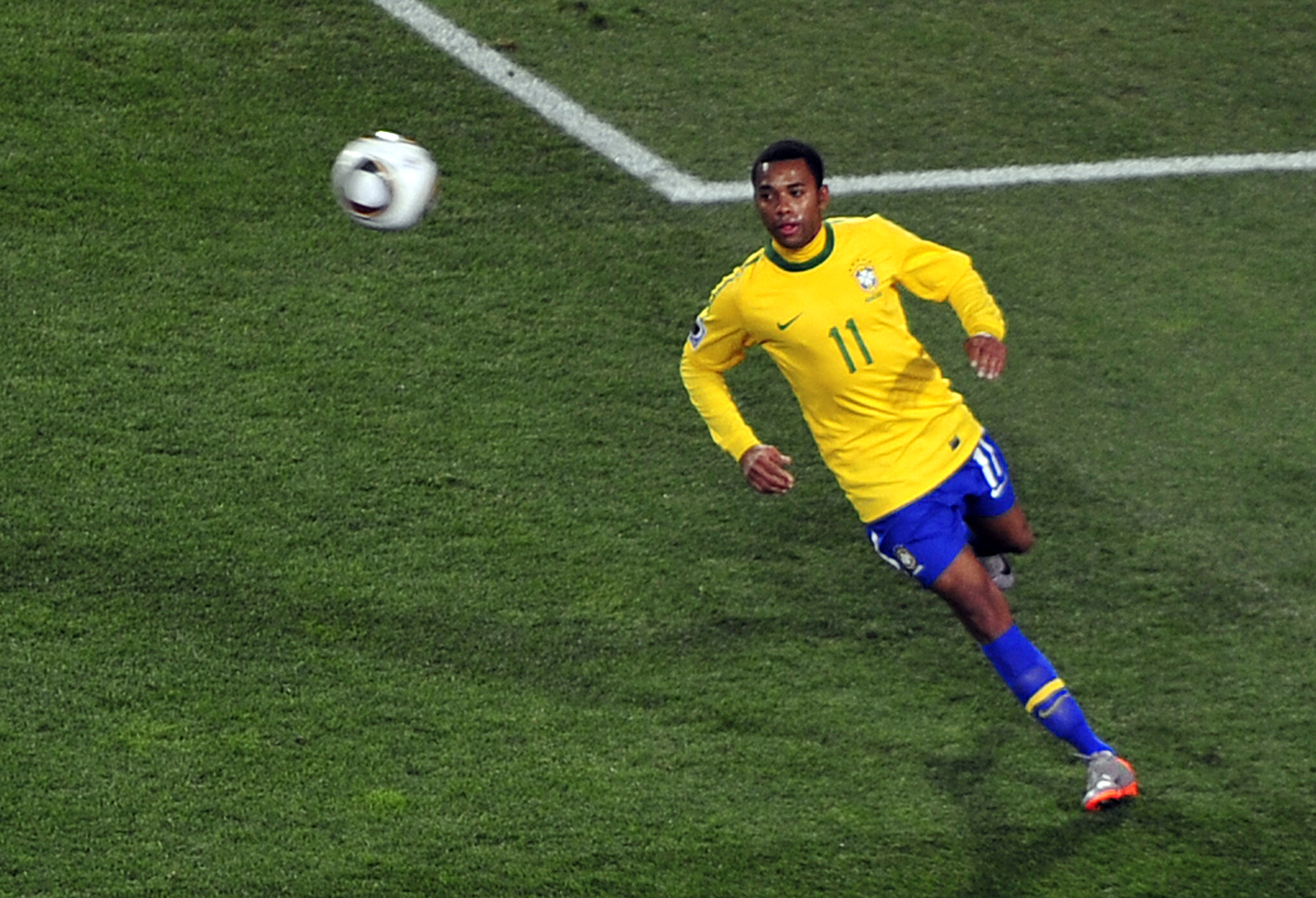
روبينيو يلعب مع البرازيل ضد تشيلي في كأس العالم 2010

آخر تحديث 25 يناير 2017..
| المنتخب  | العام | الظهور | الأهداف |
| -------- | ----- | ------ | ------- |
| البرازيل |       |        |         |
| 2003     | 5     | 0      |         |
| 2004     | 1     | 0      |         |
| 2005     | 11    | 5      |         |
| 2006     | 10    | 0      |         |
| 2007     | 17    | 6      |         |
| 2008     | 11    | 5      |         |
| 2009     | 12    | 3      |         |
| 2010     | 11    | 6      |         |
| 2011     | 7     | 1      |         |
| 2012     | 0     | 0      |         |
| 2013     | 2     | 1      |         |
| 2014     | 3     | 0      |         |
| 2015     | 4     | 1      |         |
| 2016     | 0     | 0      |         |
| 2017     | 1     | 0      |         |
| المجموع  | 100   | 28     |         |

### الأهداف الدولية
قائمة الأهداف والنتائج مع منتخب البرازيل الأول.
| #  | التاريخ        | المكان                                                    | الخصم            | الهدف | النتيجة        | المسابقة                                |
| -- | -------------- | --------------------------------------------------------- | ---------------- | ----- | -------------- | --------------------------------------- |
| 1  | 9 فبراير 2005  | ملعب هونغ كونغ، وان تشاي، هونغ كونغ                       | هونغ كونغ        | 6–0   | 7–1            | كأس السنة القمرية الجديدة               |
| 2  | 5 يونيو 2005   | ملعب بيرا–ريو، بورتو أليغري، البرازيل                     | باراغواي         | 4–1   | 4–1            | تصفيات كأس العالم 2006                  |
| 3  | 16 يونيو 2005  | ريد بل أرينا، لايبزيغ، ألمانيا                            | اليونان          | 2–0   | 3–0            | كأس القارات 2005                        |
| 4  | 22 يونيو 2015  | ملعب راين إنرجي، كولونيا، ألمانيا                         | اليابان          | 1–0   | 2–2            | كأس القارات 2005                        |
| 5  | 4 سبتمبر 2005  | ملعب ماني غارينشا الوطني، برازيليا، البرازيل              | تشيلي            | 2–0   | 5–0            | كأس القارات 2005                        |
| 6  | 1 يوليو 2007   | ملعب مونومنتال دي ماتورين، ماتورين، فنزويلا               | تشيلي            | 1–0   | 3–0            | كوبا أمريكا 2007                        |
| 7  | 1 يوليو 2007   | ملعب مونومنتال دي ماتورين، ماتورين، فنزويلا               | تشيلي            | 2–0   | 3–0            | كوبا أمريكا 2007                        |
| 8  | 1 يوليو 2007   | ملعب مونومنتال دي ماتورين، ماتورين، فنزويلا               | تشيلي            | 3–0   | 3–0            | كوبا أمريكا 2007                        |
| 9  | 4 يوليو 2007   | ملعب خوسيه أنتونيو أنزواتغوي، برشلونة، فنزويلا            | الإكوادور        | 1–0   | 1–0            | كوبا أمريكا 2007                        |
| 10 | 7 يوليو 2007   | ملعب خوسيه أنتونيو أنزواتغوي، برشلونة، فنزويلا            | تشيلي            | 3–0   | 6–1            | كوبا أمريكا 2007                        |
| 11 | 7 يوليو 2007   | ملعب خوسيه أنتونيو أنزواتغوي، برشلونة، فنزويلا            | تشيلي            | 4–0   | 6–1            | كوبا أمريكا 2007                        |
| 12 | 6 فبراير 2008  | ملعب كروك بارك، دبلن، جمهورية أيرلندا                     | جمهورية أيرلندا  | 1–0   | 1–0            | ودية                                    |
| 13 | 31 مايو 2008   | ملعب سينشري لينك فيلد، سياتل، الولايات المتحدة            | كندا             | 3–2   | 3–2            | ودية                                    |
| 14 | 7 سبتمبر 2008  | ملعب خوليو مارتينيز برادانوس الوطني، سانتياغو، تشيلي      | تشيلي            | 2–0   | 3–0            | تصفيات أمريكا الجنوبية لكأس العالم 2010 |
| 15 | 12 أكتوبر 2008 | ملعب بوليدبورتيفو دي بويبلو نويفو، سان كريستوبال، فنزويلا | فنزويلا          | 2–0   | 4–0            | تصفيات أمريكا الجنوبية لكأس العالم 2010 |
| 16 | 12 أكتوبر 2008 | ملعب بوليدبورتيفو دي بويبلو نويفو، سان كريستوبال، فنزويلا | فنزويلا          | 4–0   | 4–0            | تصفيات أمريكا الجنوبية لكأس العالم 2010 |
| 17 | 10 فبراير 2009 | ملعب الإمارات، لندن، إنجلترا                              | إيطاليا          | 2–0   | 2–0            | ودية                                    |
| 18 | 10 يونيو 2009  | ملعب لا أرودا، ريسيفي، البرازيل                           | باراغواي         | 1–1   | 2–1            | تصفيات أمريكا الجنوبية لكأس العالم 2010 |
| 19 | 18 يونيو 2009  | ملعب لوفتوس فيرسفيلد بريتوريا، جنوب أفريقيا               | الولايات المتحدة | 2–0   | 3–0            | كأس القارات 2009                        |
| 20 | 2 مارس 2010    | ملعب الإمارات، لندن، إنجلترا                              | جمهورية أيرلندا  | 2–0   | 2–0            | ودية                                    |
| 21 | 2 يونيو 2010   | الملعب الوطني للرياضات، هراري، زيمبابوي                   | زيمبابوي         | 2–0   | 3–0            | ودية                                    |
| 22 | 7 يونيو 2010   | الملعب الوطني، دار السلام، تنزانيا                        | تنزانيا          | 1–0   | 5–1            | ودية                                    |
| 23 | 7 يونيو 2010   | الملعب الوطني، دار السلام، تنزانيا                        | تنزانيا          | 2–0   | 5–1            | ودية                                    |
| 24 | 28 يونيو 2010  | ملعب إليس بارك، جوهانسبرغ، جنوب أفريقيا                   | تشيلي            | 3–0   | 3–0            | كأس العالم 2010                         |
| 25 | 2 يوليو 2010   | ملعب نيلسون مانديلا باي، بورت إليزابيث، جنوب أفريقيا      | هولندا           | 1–0   | 1–2            | كأس العالم 2010                         |
| 26 | 10 أغسطس 2011  | مرسيدس بنز أرينا، شتوتغارت، ألمانيا                       | ألمانيا          | 1–2   | 2–3            | ودية                                    |
| 27 | 19 نوفمبر 2013 | مركز روجرز، تورونتو، كندا                                 | تشيلي            | 2–1   | 2–1            | ودية                                    |
| 28 | 27 يونيو 2015  | ملعب كونثبثيون البلدي، كونثبثيون، تشيلي                   | باراغواي         | 1–0   | 1–1 (3–4 ض.ت.) | كوبا أمريكا 2015                        |

## الإنجازات

### النادي
سانتوس
- الدوري البرازيلي (2): 2002، 2004.
- بطولة باوليستا (2): 2010، 2015.
- كأس البرازيل (1): 2010

 ريال مدريد
- الدوري الإسباني (2): 2006–07، 2007–08
- كأس السوبر الإسباني (1): 2008

 ميلان
- الدوري الإيطالي (1): 2010–11
- كأس السوبر الإيطالي (1): 2011

 غوانغجو إفرغراند
- الدوري الصيني الممتاز (1): 2015.

 أتلتيكو مينييرو
الدوري البرازيلي (1): 2017.

### المنتخب
البرازيل
- كأس القارات (2): 2005، 2009.
- كوبا أمريكا (1): 2007.
- كأس كونكاكاف الذهبية: الوصيف 2003.
- السوبر كلاسيكو (1): 2014.

### الفردية
- جائزة الكرة الفضية البرازيلية (3): 2002، 2004، 2016.
- جائزة الكرة الذهبية البرازيلية (1): 2004.
- أفضل لاعب شاب في العالم من مجلة وورد سوكر (1): 2005.[58]
- كوبا أمريكا الكرة الذهبية (1): 2007.
- كوبا أمريكا الحذاء الذهبي (1): 2007.
- بطولة باوليستا فريق البطولة (1): 2015.[59]
- الدوري البرازيلي فريق العام (1): 2016.[60]

## وصلات خارجية
- روبينيو على موقع الاتحاد الدولي (مؤرشف)  (الإنجليزية)
- روبينيو على موقع الاتحاد الأوربي (الإنجليزية)
- روبينيو على موقع اتحاد تركيا (لاعب) (الإنجليزية)
- روبينيو على موقع إي إس بي إن إف سي (الإنجليزية)
- روبينيو على موقع قاعدة بيانات كرة القدم.إي يو (الإنجليزية)
- روبينيو على موقع ليكيب (الفرنسية)
- روبينيو على موقع ناشيونال فوتبول تيمز (الإنجليزية)
- روبينيو على موقع Soccerbase.com (لاعب) (الإنجليزية)
- روبينيو على موقع Soccerway.com (الإنجليزية)
- روبينيو على موقع عالم كرة القدم.نت (الإنجليزية)